# Esta nit a Foix
Esta nit a Foix (títol original en català medieval: Esta nit a Foix) és un curtmetratge de ficció dirigit per Jaume Duran, estrenat el 2013. Es rodà a diversos indrets de la comarca del Berguedà - Catalunya (Església de Santa Maria d'Avià, Plaça Porxada i Palau de Pinós de Bagà, Creu de la Pinya de Berga, Pont de Pedret de Cercs, Monestir de Sant Llorenç de Guardiola de Berguedà) i a Occitània (Foix). La banda sonora fou creada per Quimi Portet. El curt fou seleccionat al 66th. Cannes Film Festival's Short Film Corner (Cannes Court Metrage) - Cannes 2013.

## Argument
El primer cavaller de la Comtessa d'un comtat prepirinenc de la baixa edat mitjana rep una visita inesperada: La Mort. Fugir potser és l'única opció.

## Repartiment
| Actor / actriu original | Personatge fictici |
| ----------------------- | ------------------ |
| Lluís Soler             | Cavaller           |
| Txe Arana               | Comtessa           |
| Javier Botet            | La Mort            |